# 死亡審判
《死亡審判》（Trials of Death）是愛爾蘭作家向達倫的系列作品《向達倫大冒險》的第五集。中文版於2003年7月出版。

## 情節概述
這本書是講述主角向達倫所經歷的入會審判。
向達倫知道嚴重性之後，還是硬著頭皮去抽籤。抽籤之前，布凡內自願當他的老師，告訴他審判的內容，並且幫助他做準備。審判的項目有很多，達倫必須完成五項，每完成一項再抽下一項。達倫第一個抽到的是『水迷宮』。
審判開始，水慢慢流進迷宮。達倫明白他必須要在限時內按下X按扭，完成審判，否則他便會被一直上升的水淹死。幾分鐘後，水已上升到他大腿，加上他還要拖着一瑰笨重的石頭，令他寸步難行。再過一會，水淹過他的頭，他頂多只可挨兩、三分鐘，否則只會窒息在水迷宮。

## 外部連結
- （繁體中文）死亡審判 （页面存档备份，存于）